# 庫諾科略山
16°38′35″S 70°10′58″W / 16.64306°S 70.18278°W
庫諾科略山（Khunu Qullu），是秘魯的山峰，位於該國南部莫克瓜大區，由涅托元帥省的卡魯馬斯區負責管轄，屬於安地斯山脈的一部分，海拔高度5,000米。